# Peter Horn Werner
Peter Horn Werner (Múnich, Imperio Alemán, el 8 de abril de 1908 - Santiago de Chile, el 11 de abril de 1969) fue un connotado escultor religioso alemán - chileno.

## Estudios
Sus estudios de escultura los realizó en la Escuela de Bellas Artes de Múnich, donde fue alumno de los escultores Heinrich Waderé (1865-1950) y Meike Blecker. Cuando egresó ganó un importante concurso público en Múnich con una escultura para adornar una plaza,

## Llegada a Chile

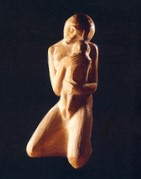
Escultura de 79 cm en Madera

En el año 1930 el Arzobispado de La Serena, publicó en Alemania un llamado a vocaciones de jóvenes con orientación religiosa para venirse a Chile. Por esos avatares difícil de determinar se entendió este llamado en la prensa Alemana, como una beca artística en Chile.
Esta llevó a Horn Werner a venirse a Chile,  llegando en 1932. A su llegada se dio debida cuenta que no existió nunca dicha beca y que tuvo que costear su estadía en Chile como su posterior regresó Alemania. Para esto realizó diferentes trabajos religioso para el obispado de La Serena. Entre varias obras un Cristo en madera de pino, para la Rinconada de Silva, en el Valle de Aconcagua. En el año 1937 llega a la ciudad de Osorno, realizando distinta esculturas , destacándose las esculturas de la iglesia Luterana y el Liceo Alemán, ambas de la ciudad de Osorno.

## Regresó a Alemania

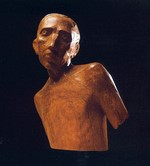
Escultura de 39 cm de alto en Madera

A comienzos del año de 1939 regresó a Alemania donde se encontró con el inicio de la II Guerra Mundial. Formó parte del ejército alemán y participó en las campañas de Polonia y Francia. Como hablaba perfectamente el idioma español , fue parte de la División Azul, formada por soldados españoles voluntarios del frente ruso. Fue hecho prisionero en el campo de concentración de Auschwitz. Durante todo el tiempo que estuvo prisionero se dedicó a tallar figuras de ajedrez, desnudos en miniatura de corte neoclásico, medallones y camafeos en huesos de caballo.

## Regresa a Chile
Después de la derrota de Alemania , fue puesto en libertad en noviembre de 1945; pero viendo la destrucción total de su país natal , decidió regresar definitivamente a Chile , logrando su llegada a mediados del año de 1950.

## Su arte

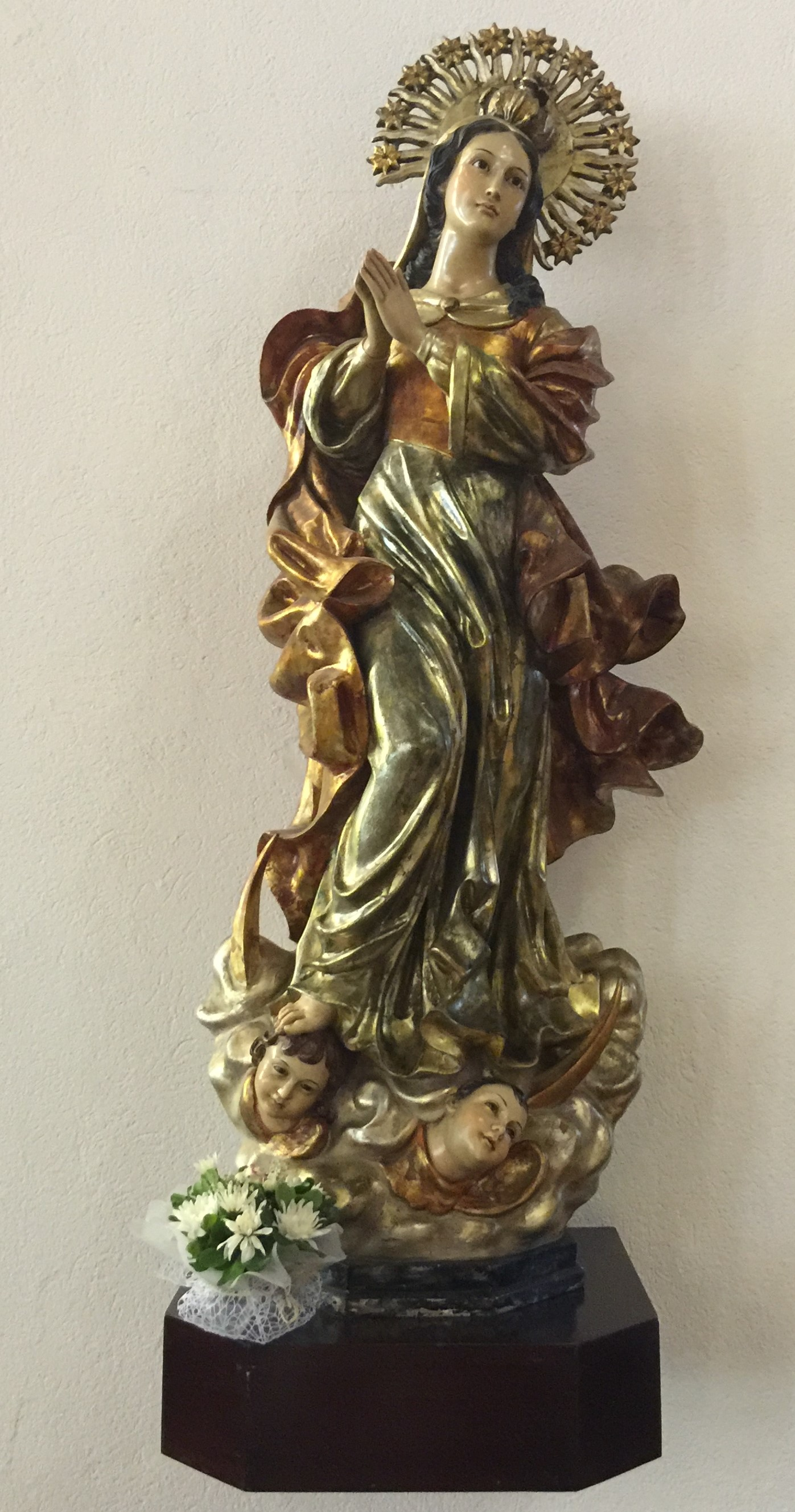
Virgen María del Escultor Horn Werner

Horn Werner realizó esculturas y relieves en madera y piedra de variadas tendencias plásticas. A su etapa del neo academicismo clásico y rasgos románticos corresponden numerosos retratos de niños, desnudos femeninos y Cristos. Luego se acercó al Jugendstil en adhesión a Kolbe o Egge, sin ahondar conceptualmente en el expresionismo alemán. Fue simplificando formas paulatinamente y aumentó la expresión por medio de pliegues, manos y cabezas que adquirieron rasgos de gran penetración en la angustia y el alma humana.
Abordó con soltura distintas temáticas como figuras humanas con motivación mitológica, imágenes religiosas de Cristo crucificado, pesebres, Vía Crucis y altares.
Peter Horn Werner afirmó: 

Mi arte deseaba ser la más fiel expresión del sentir cristiano, teniendo como última razón de ser, el estar en los templos y ayudar a los fieles a una mejor comprensión de temas sagrados.

En sus obras religiosas como profanas predomina la figura de mujer de forma de buscar permanentemente la madre ausente.
 

## Obras en colecciones públicas
- Monumento plaza Múnich, Alemania.

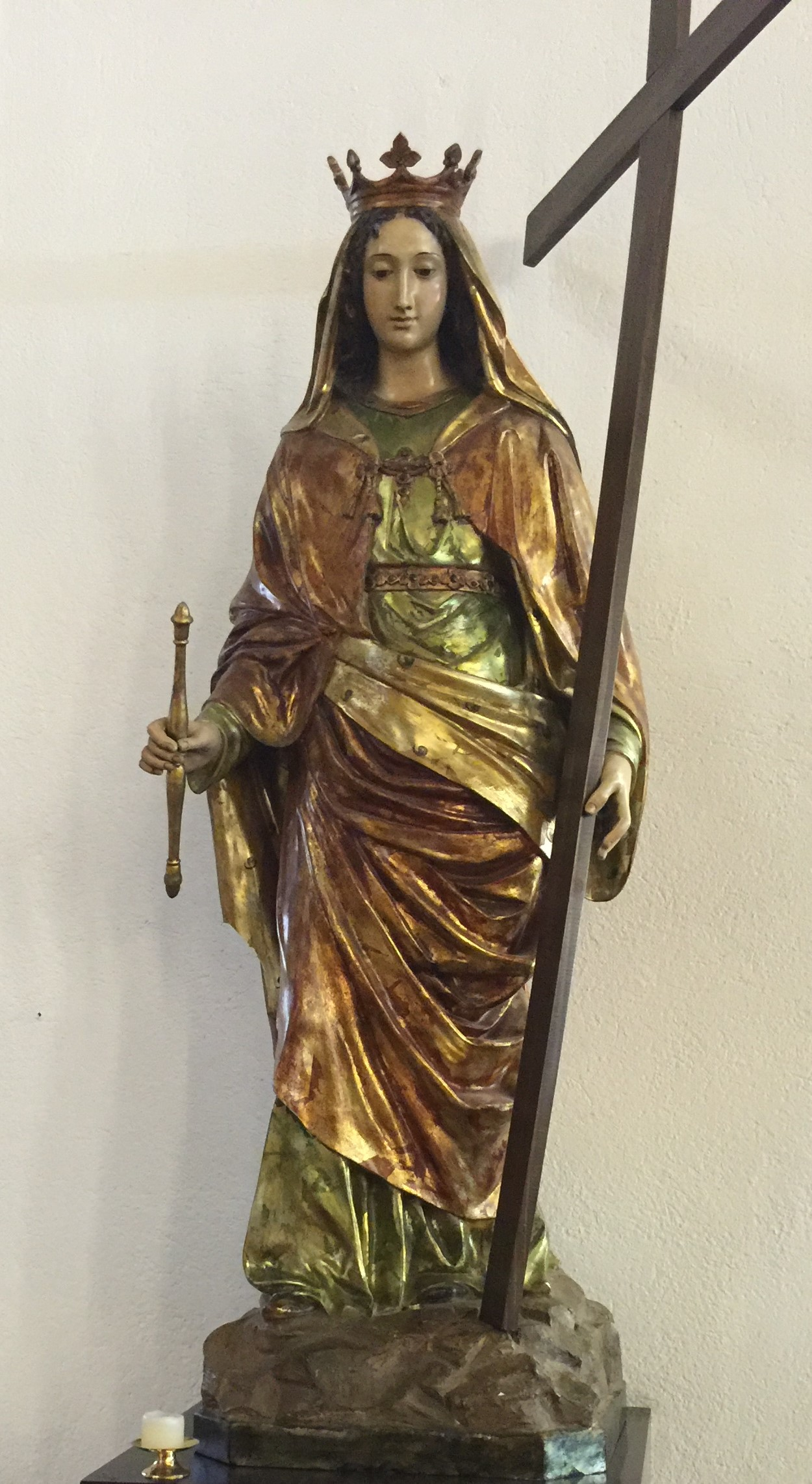
Santa Elena de Horn Werner

- Cerro San Cristóbal, Santiago de Chile; restauración capilla.
- Rinconada de Silva, Putaendo, Chile.
- Parroquia Nuestra Señora de Las Mercedes, Puente Alto, Santiago de Chile.
- Colegio Alemán de Osorno, Chile.
- Iglesia del Sagrado corazón de Niedernburg, Passau, Alemania.
- Capilla Donanhof, Passau, Alemania; Vía Crucis y Crucifijo Altar.
- Parroquia de Sunstadt Brunder Konrad, Passau , Alemania.
- Iglesia del Espíritu Santo, Alemania; San José.
- Seminario, Passau, Alemania; Virgen.
- Oberammergau, Alemania; Vía Crucis.
- Parroquia de Ried, Alemania; Altar Mayor.
- Parroquia de Frankenburg, Alemania; Altar Mayor.
- Capilla Hospital de Viña del Mar; Cruz.
- Hermanas Marianas de La Florida, Chile; Virgen.
- Iglesia Luterana El Redentor de Providencia; Cristo crucificado.
- Colegio Saint George, Pedro de Valdivia, Providencia, Santiago de Chile.
- Colegio Saint George, La pirámide, Vitacura, Santiago de Chile; Vía Crucis Cruz.
- Iglesia Evangélica de Osorno, Chile; Cristo.
- Iglesia Nuestra señora de los Ángeles, El Golf, Santiago de Chile; Altar Mayor.
- Parroquia Inmaculada Concepción de Vitacura, Santiago de Chile; Cruz Virgen y Vía Crucis.
- Iglesia Evangélica, Calle Lota, Providencia, Santiago de Chile.
- Cementerio Católico de Santiago de Chile; Portal Iglesia.
- Casa de Retiro, Padre Hurtado, Santiago de Chile; Cristo y Virgen.
- Iglesia del Sagrado Corazón del Bosque, Providencia, Santiago de Chile; Baldaquino.
- Iglesia de las hermanas pasionistas, Avenida Salvador, Providencia; Chile.
- Iglesia del Espíritu Santo, Avenida Tomas Moro, Las Condes, Santiago de Chile.
- Hermanas Ursulinas de Maipú, Santiago de Chile; Virgen Fresco.
- Colegio y capilla del Colegio Jeanne Dárc. Avenida Pedro de Valdivia, Providencia, Santiago de Chile.
- Iglesia Santa Elena, Las Condes, Santiago de Chile; Virgen, Santa Elena y cruz.
- Escultura tumba de Carlos Cousiño, en el Parque Isidora Cousiño de Lota.
- Catedral de Chillán, Chile; Esculturas varias de Madera[5]

## Exposiciones individuales
- 1996 La Búsqueda de Peter Horn 1908-1969. Parque de las Esculturas, Corporación Cultural de Providencia, Santiago.
- 1961 Artistas Alemanes Residentes en Chile, Escultura, Óleo, Acuarela, Sala de Exposiciones del Ministerio de Educación, Santiago.

## Muerte
Peter Horn W. falleció el 11 de abril de 1969 en Santiago de Chile , cumplido recientemente los 61 año de edad.